# Onobrychis heliocarpa
Onobrychis heliocarpa är en ärtväxtart som beskrevs av Pierre Edmond Boissier. Onobrychis heliocarpa ingår i släktet esparsetter, och familjen ärtväxter. Inga underarter finns listade i Catalogue of Life.